# Вемдінг
Вемдінг (нім. Wemding) — місто в Німеччині, знаходиться в землі Баварія. Підпорядковується адміністративному округу Швабія. Входить до складу району Донау-Ріс. Центр об'єднання громад Вемдінг.
Площа — 31,69 км2. Населення становить 5817 ос. (станом на 31 грудня 2020).